# Русев, Руси
Руси Христов Русев (27 ноября 1887, Габрово — 1 февраля 1945, София) — болгарский военачальник, генерал от артиллерии (1944), военный министр (1943—1944).

## Военная служба
- Окончил Военное училище в Софии (1909), специализировался в области артиллерии.
- В 1912—1913, во время Балканских войн, командовал батареей в 4-м артиллерийском полку.
- В 1915—1918, во время Первой мировой войны, командовал батареей, а затем отделением в 4-м артиллерийском полку.
- В 1919—1927 — в 3-м артиллерийском полку, затем в учебной батарее при Военном училище.
- В 1927—1929 — в 4-м артиллерийском полку.
- В 1929 был переведён на службу в Артиллерийскую инспекцию.
- В 1930—1934 — начальник технического отдела Артиллерийской инспекции.
- В 1934—1935 — заведующий вооружением в Артиллерийской инспекции.
- В 1935—1936 — начальник артиллерийского отдела военной фабрики в Казанлыке.
- В 1936—1940 — инспектор вооружений.
- В 1940—1941 — начальник канцелярии военного министерства.
- В 1941—1942 — вновь инспектор вооружений.
- В 1942—1943 — начальник отдела поставок и обеспечения в военном министерстве.
- С 14 сентября 1943 по 2 сентября 1944 — военный министр в правительствах Добри Божилова и Ивана Багрянова.
- С 4 сентября 1944 — в запасе.
- казнён по сфабрикованному коммунистами обвинению. Реабилитирован в 1990-е гг.

В период, предшествовавший Второй мировой войне, генерал Руси Русев был одним из руководителей перевооружения болгарской армии, её оснащения современной техникой. Участвовал в тайных переговорах с Германией, которые привели к выделению Берлином Болгарии многомиллионных военных кредитов в 1938 и 1939. Заключал договоры с немецкими концернами — производителями вооружений — и лично осуществлял контроль качества поставляемого оружия, в связи с чем до начала войны часто посещал Германию.
Автор научных трудов по артиллерийскому делу и проблемам противовоздушной обороны, в том числе двух частей «Учебника по артиллерии» (1925—1927; часть 5 «Устройство артиллерийского орудия и стрельба из него»; часть 6 «Внешняя баллистика»), книги «Воздушная оборона армии и страны» (1929). Кроме того публиковал статьи в журналах «Артилерийски преглед» (1923—1934; в частности, анализ советского наставления по противовоздушной обороне 1929) и «Военен журнал» (1923).

## Звания
- С 18 мая 1909 — подпоручик;
- С 22 сентября 1911 — поручик;
- С 18 мая 1915 — капитан;
- С 1 июля 1919 — майор;
- С 6 мая 1923 — подполковник;
- С 3 сентября 1928 — полковник;
- С 6 мая 1936 — генерал-майор;
- С 3 октября 1940 — генерал-лейтенант;
- С 4 сентября 1944 — генерал от артиллерии.

## Награды
- орден «За храбрость» 4-й степени 2-го класса.
- орден «За военные заслуги» 5-й степени с военной лентой.
- Железный крест 2-го класса (Германия).

## Гибель
После прихода к власти в Болгарии просоветских сил в сентябре 1944 был арестован. Приговорён к смерти так называемым «Народным судом» и расстрелян. Реабилитирован в 1996.